# Parafia Świętej Trójcy w Byszewie
Parafia Świętej Trójcy w Byszewie – parafia rzymskokatolicka, znajdująca się w diecezji pelplińskiej, w dekanacie Koronowo. 